# Adela Anaya Ruiz
Adela Anaya Ruiz (Madrid, 17 de abril de 1890-1970) fue una compositora, pianista y directora de orquesta española. Su producción musical incluye obras para piano solo y zarzuelas. Desarrolló gran parte de su carrera artística a principios del siglo XX y mantuvo una relación destacada con la Segunda República para la que compuso el himno 14 de abril. 

## Trayectoria
Desde pequeña mostró interés por la música y, en 1898, con 9 años, ingresó en la Escuela de Música y Declamación en la modalidad de enseñanza libre. Completó su formación en el curso 1905-1906 con estudios de piano y armonía.  Tras finalizar sus estudios, comenzó su carrera como compositora y pianista. En 1926, registró oficialmente sus composiciones musicales.
En 1927, se estrenó una de sus obras más conocidas, la zarzuela en tres actos titulada La tirolesa, con libreto de Juan López Núñez y Francisco Moya Rico. El estreno tuvo lugar en el Teatro Circo de Cartagena, bajo la dirección de la propia compositora, y contó con la participación de intérpretes como Marcos Redondo, Trini Avelli, Josep Llimona o Freixas, entre otros. La prensa de la época, como las revistas Mundo Gráfico y La Esfera, o el periódico El Imparcial, se hizo eco del éxito del estreno tanto en Cartagena como en el Teatro Circo de Madrid. Posteriormente, Anaya colaboró con sus hermanos en la obra Las dos Repúblicas, aunque se dispone de menos información sobre esta composición.
Como pianista, comenzó su trayectoria profesional en la década de 1920 con la fundación del Trío Anaya, una agrupación de cámara que gestionaba y dirigía. El trío estaba compuesto por la propia Anaya, la violinista Isabel García Moreno y la violonchelista Luisa Alsina. Diversas fuentes de prensa de la época documentan la participación del grupo en varios eventos, como un concierto en el Lyceum Club Femenino de Madrid en 1930, en el que se interpretaron obras de la compositora y que fue bien recibido por el público.

### Himno14 de abril
En 1931, compuso el himno 14 de abril, con letra de su hermano Francisco Anaya, con motivo de la proclamación de la Segunda República Española. La obra fue estrenada en la Plaza Monumental de Madrid ante unas 30.000 personas y contó con la participación de diversas agrupaciones corales y bandas militares, bajo la dirección de la propia compositora. Al evento asistieron destacadas figuras políticas del momento, como Francisco Largo Caballero o Pedro Rico López, alcalde de Madrid. El éxito del himno impulsó la notoriedad de Anaya en la vida cultural de Madrid. En algunas entrevistas, expresó su deseo de formar una orquesta femenina española, inspirada en modelos internacionales, como Alemania, Inglaterra o Estados Unidos. Tras el estallido de la Guerra Civil y debido a su vinculación con la Segunda República, fue encarcelada y posteriormente se refugió en una zona rural, lo que interrumpió su trayectoria pública.
En 2006, se localizó en una de las propiedades del Niceto Alcalá Zamora, primer presidente de la Segunda República, un noticiario sonoro de la Fox Movietone, titulado El amanecer de una nueva era en España, que incluía imágenes del estreno del himno, contribuyendo a su difusión internacional.

## Obra
En la Biblioteca Nacional de España están archivadas algunas de las obras, procedentes del archivo del cantante operístico José Mardones. También se pueden encontrar en la Sociedad General de Autores y Editores (SGAE) registradas más de 60 obras de Adela Anaya Ruiz.

#### Orquesta
- La Tirolesa (zarzuela en tres actos), música de Adela Anaya, libreto de Juan López Núñez y Francisco Moya Rico

#### Piezas para piano y voz
- ¡Lo que más me gusta a mí! (chotis), letra de F. López de Saá (hijo); música de Adela Anaya Ruiz.[18]
- ¡Sol de Andalucía! (granadinas), letra de F. López de Saá (hijo); música de Adela Anaya Ruiz.[19]
- Madrid no ha muerto (chotis)', letra de Juan López Núñez y F. Pro.

#### Guiones para cine
- El Ginés de Pasamonte cervantino (1960).[19]

## Reconocimientos
Adela Anaya Ruiz fue reconocida en 1925 con un premio en el Certamen de la Mujer de Cádiz. Posteriormente, en 1931, recibió un homenaje en la asociación Lyceum Club Femenino donde se le entregó una batuta como símbolo de reconocimiento.
La musicóloga costarricense Susan Campos Fonseca, en su libro Voces de memoria: compositoras en la Era de María Lejárraga menciona a Adela Anaya Ruiz junto a María Rodrigo Bellido, María de Pablos Cerezo, Mercedes Ubach o Emma Chacón i Lausaca, a quienes se refiere como compositoras de la llamada "Edad de Plata".
Entre los reconocimientos póstumos, el 8 de marzo de 2021 se celebró un acto en el Teatro de la Zarzuela de Madrid en homenaje a compositoras, en el que se interpretó la Romanza de Maritza de la zarzuela La tirolesa. En 2022, formó parte de la exposición Las Sinsombrero, comisariada por Tània Balló, en Madrid, dedicada a mujeres cuya labor artística e intelectual fue menos visible en su tiempo. La muestra incluyó a la compositora y su obra 14 de Abril. Himno Republicano Español.